# 官吏服務紀律
官吏服務紀律（かんりふくむきりつ、明治20年勅令第39号）は、大日本帝国憲法下の日本における官吏の服務（職務を行うに当たって守るべき義務）について定めていた勅令。本令自体は既に失効しているが、現在においても内閣総理大臣、国務大臣、裁判官等、一部の特別職の国家公務員の服務については本令の規定の例によることとされているため、今なお規範として適用がある。

## 沿革
明治維新以後の日本の官吏の服務については、当初は太政官布告等により、賄賂の禁止や守秘義務等、内容に応じて単発的に定められていた。
その後、日本が近代国家となるために必要な官吏制度の整備が徐々に行われる中、1882年（明治15年）になって、本令の前身である行政官吏服務紀律（明治15年太政官達第44号）を定め、初めて体系的な官吏の一般的服務を規定するに至った。同紀律は、法律・職務章程に従う義務（第1条）、達示の遵守（第2条）、機密漏洩の禁止（第5条）、贈遺の禁止（第6条）等、本令の原型ともいえるものがこの時点で出来上がっていたとされる。
1885年（明治18年）に太政官達第69号により、太政官制度に代わって内閣制度が導入され、憲法の制定や国会の開設の準備が着々と進められる中で、天皇が統治することを前提とした官吏制度の整備も進められることになった。初代内閣総理大臣となった伊藤博文は、同年2月26日付けで、各大臣あてに「各省事務ヲ整理スルノ綱領」（達）を発したが、その中に官吏の規律を厳格にすべき旨の内容が含まれていた。
これを受けて、行政官吏服務紀律を、官吏が「天皇の官吏」であることを明記して全部改正したのが本令である。本令により官吏は、天皇及び天皇の政府に対して忠順勤勉であるべきことが求められ、無定量の執務義務、従順の義務、忠実の義務、守秘義務、品位保持義務という、厳正な服務上の義務を負うことが明らかにされた。なお、美濃部達吉は、そもそも官吏は任命に伴ってこれらの義務を当然に負っているのであり、本令の規定に基づいて義務が発生しているのではなく、本令は義務の内容を明確にし、その限界を定めているに過ぎないと説明していた。
本令は制定後、戦後まで一度も改正されなかったが、官吏を天皇の官吏とし、天皇に対して忠順勤勉義務を定める本令は、戦後に制定されることとなった日本国憲法（特に第15条）と全くそぐわなかった。本令のみならず、戦前の官吏制度は、天皇の官吏として国家権力を行使する側におり、統治機構の中で軍部と共に勢力を形成していたことから、民主化の推進のために抜本的な改革が行われることになった。ただし、新憲法制定までの間に官吏制度の抜本的な改革を行うのは困難であったことから、新憲法制定に当たり関係法案作成のために設置されていた臨時法制調査会の答申を受け、1947年（昭和22年）5月2日、応急的な措置として、官吏は全体の奉仕者であるとする改正（昭和22年勅令第206号）が行われたが、その余は技術的な改正に留まった。
その後、GHQ/SCAPのブレイン・フーヴァーらが強力に推し進めた抜本的な公務員制度の改革により、国家公務員法が成立することとなった。本令はこれを受け、日本国憲法施行の際現に効力を有する命令の規定の効力等に関する法律第1条の規定により、1947年（昭和22年）12月31日限りで失効した。

## 経過措置
前述のとおり本令は失効したが、新たに制定された国家公務員法はすぐに全ての国家公務員への適用が予定されているものではなく、順次適用範囲を広げていくことが予定されていた。そこで、本令の失効に当たり、国家公務員法の規定が適用せられるまでの官吏の任免等に関する法律（昭和22年法律第121号）が制定され、同法第1項において、国家公務員法の適用がない特別職の国家公務員について、新たに服務に関する法律等が定められるまでの間、その服務を規律するための経過措置の規定が置かれることになった。
第1条　官吏その他政府職員の任免、叙級、休職、復職、懲戒その他身分上の事項、俸給、手当その他給与に関する事項及び服務に関する事項については、その官職について国家公務員法の規定が適用せられるまでの間、従前の例による。但し、法律又は人事院規則（人事院の所掌する事項以外の事項については、政令）を以て別段の定をなしたときは、その定による。〔第2項略〕
当該経過措置の規定は未だ現行法であることから、
- 国家公務員法の適用がない特別職の国家公務員であり（同法第2条第5項）
- 昭和22年法律第121号の施行日である1949年（昭和23年）1月1日時点で存在していた官職で[17][注釈 1]
- かつ、他に別途服務について定めた法律・人事院規則（例：自衛隊法、国会職員法、裁判所職員臨時措置法等）が無い官職

に就いている者については、現在も本令の例によって服務が規律されていることになる。なお、本令はすでに失効していることから所管官庁が存在せず、有権解釈を行う主体はないとされている。

### 現在も本令の適用がある官職
- 内閣総理大臣[2][20]
- 国務大臣[2][20]
- 副大臣[20]
- 内閣総理大臣秘書官[21]
- 大臣政務官[20]
- 検査官[2]
- 内閣法制局長官[2]
- 内閣官房副長官[2][20]
- 公正取引委員会の委員長・委員[2]
- 宮内庁長官[2]
- 侍従長・侍従[2]
- 特命全権大使・特命全権公使[2]
- 裁判官[22]
- 日本学士院会員[23]

## 内容

### 官吏の本質
官吏の本質が「国民全体の奉仕者」であることを定め、誠実勤勉を主として法令に従って職務を行うことを規定している（第1条）。これは、日本国憲法第15条と矛盾しないように行われた改正後の規定である。
| 改正前                | 第一條 凡ソ官吏ハ天皇陛下及天皇陛下ノ政府ニ對シ忠順勤勉ヲ主トシ法律命令ニ從ヒ各其職務ヲ盡スヘシ                                                                      |
| 昭和22年改正後        | 第一條 凡ソ官吏ハ國民全體ノ奉仕者トシテ誠實勤勉ヲ主トシ法令ニ從ヒ各其職務ヲ盡スヘシ                                                                                  |
| （参考） 国家公務員法 | （服務の根本基準） 第九十六条 すべて職員は、国民全体の奉仕者として、公共の利益のために勤務し、且つ、職務の遂行に当つては、全力を挙げてこれに専念しなければならない。 |

改正前の大日本帝国憲法を前提とした体制下では、官吏の本質が「天皇の官吏」であることが明記されており、官吏は忠実無定量の職務を行う義務を負っていた。これにより、当時の官吏には勤務時間という概念が存在しなかったので、時間外労働（残業）という概念も当然存在しなかったとされる（ただし、通常の執務時間の設定はあった。）。

### 命令遵守義務
職務については本属長官の命令（職務命令）を遵守しなければならないとされた（第2条本文）。ただし、その命令に対し自らの意見を述べることは明文で許されていた（同条ただし書）。職務命令に関しては、官吏は無条件に従う義務があってその当否を審査する立場にはなく、仮に当該命令が法令に違反すると考えた場合であっても、法令の解釈については上官の解釈適用が優先するので、それが当初から無効な命令でもない限りは（意見を述べることはできるものの）命令に拘束されると解されていた。なお、本令の後継である国家公務員法においても、その制定時には「上司の職務上の命令に意見を述べる権利」は明文で認められていたが、1948年（昭和23年）の国家公務員法改正により、当該明文の規定は削除され、現在も存在しない。

### 守秘義務
職務上取得したものか、他の官吏から聞いたものかを問わず、「官ノ機密」については、在職中に限らず退職後も漏洩してはならないとされた（第4条第1項）。なお、ここでいう「官ノ機密」は、国家公務員法第100条第1項の「職務上知ることのできた秘密」と同じものと解されており、守秘義務の内容は国家公務員法上のものと差異はないとされている。

### 職務離脱の禁止
本属長官の許可が無ければ、職務を離れることができないだけでなく、職務上居住している地を離れることもできなかった（第6条）。この「職務上居住している地」の範囲については、戦前の解釈としては勤務している官庁と同一市町村内と解していたが、戦後の政府は一般的に通勤可能範囲を指すものと解している。なお、後者の義務は、大日本帝国憲法第22条で臣民に保障されていた居住移転の自由との関係が問題となる（法律によらなければ制限できないはずが、本令は勅令である。）ところ、官吏は自ら承諾して特別権力関係に服することを受諾しているので、その受諾に基づき法律によらずに権利を制限できると解されていた。
当該義務については、戦後、宮本身分帳事件において、鬼頭史郎元判事補（当時裁判官であり本令の適用があると解されていた。）が、札幌に事件で出張した際に職務上の命令なく網走刑務所に私的に訪れたことが本令違反に該当するのではないかとして問題となった。

### 受贈の禁止
本属長官の許可を得なければ、その職務に関し、いかなる名義でも直接でも間接でも、他人からの贈与を受けることができなかった（第8条）。その「職務」とは、法令に規定されている当該官職の職務を指すとされている。

### 兼業等の禁止
本属長官の許可がなければ、営業会社の社長や役員となることができず（第8条）、官吏本人だけでなくその家族（戸籍上の家ではなく、同一家庭に属する家族と解されていた。）も直接・間接を問わず商業を営むことができず（第11条）、本職の他に給料をもらって他の事務を行うこともできなかった（第13条）。また、許可の有無にかかわらず、取引相場会社の社員になれず、相場営業に関係することもできなかった（第12条）。

### 品位を守る義務
官吏は職務上だけでなく、私生活においても官吏としての品位を辱めない義務を負うとされた（第3条）。この点、浪費して分不相応な負債を負うことは過失であるということが明文で明記されている（第14条）。

### 罰則の不存在
本令の規定に違反した場合について、罰則は定められておらず、また、処分の定めも存在しない
。戦前においては、当該義務違反者に対しては特別権力関係論に基づく制裁として譴責・減俸・免官の懲戒処分が行われていた。戦後の政府は、「個別の事案ごとにその動機、態様、結果、社会に与える影響等を総合的に考慮し、適切に対処する」ものとしている。また、刑罰ではないので時効が存在しないことから、重大な非違行為に対しては古いものであっても処分することがあるとしている。なお、国家公務員法にあっては、例えば守秘義務に違反して秘密を漏らした者を1年以下の懲役又は50万円以下の罰金に処する（同法第109条第12号）等、罰則規定が設けられている。